# Get a life
|  | Sammenskrivningsforslag Artiklerne Dogumentary: Get a Life, Get a life er foreslået sammenskrevet. (Siden maj 2020) Diskutér forslaget |

|  | Denne artikel er oprettet af botten PalnaBot ud fra en ekstern database. Den kan derfor have sproglige fejl eller mangler. Denne skabelon kan fjernes efter kontrol af indholdet. |

Get a life er en film instrueret af Michael Klint.

## Handling
Billeder fra Afrika er barske, men aldrig mere ubehagelige end at de glider ned med aftenkaffen. Det er budskabet i 'Get a Life'. Den er til gengæld barsk. Her er ingen prime-time-filtre, dette er et lille udsnit af den afrikanske virkelighed. Råt for usødet. Klint rejser til Nordafrika for at finde ofre for den dødelig sygdom Noma. Noma er en følgesygdom af underernæring og den fører frygtelige sygdomsforløb med sig. Noget man ikke har lyst til at se på. Det er totalt umenneskeligt, og det er Vestens dårlige samvittighed. Men det er en film, der vil mere end blot dele verden ind i ofre og bødler. Filmen handler nemlig også om prime-time-tv. Om, hvad der når - og ikke når - vores tv-skærme, og om de journalistiske og etiske dilemmaer, der er forbundet med denne form for "selvcensur".